# Château-d'Olonne
Le Château d'Olonne foi uma comuna francesa na região administrativa da Pays de la Loire, no departamento de Vendéia. Estendia-se por uma área de 31,22 km². Em 2010 a comuna tinha 13 353 habitantes (densidade: 427,7 hab./km²).
Em 1 de janeiro de 2019, passou a formar parte da comuna de Les Sables-d'Olonne.